# Bergia mairei
Bergia mairei là một loài thực vật có hoa trong họ Elatinaceae. Loài này được Quézel mô tả khoa học đầu tiên năm 1954.